# Associazione Sportiva Del Duca Ascoli 1970-1971
Questa pagina raccoglie le informazioni riguardanti l'Associazione Sportiva Del Duca Ascoli nelle competizioni ufficiali della stagione 1970-1971.

## Rosa
| N. |                   | Ruolo | Calciatore          |
| -- | ----------------- | ----- | ------------------- |
|    | Italia (bandiera) | A     | Giuliano Bertarelli |
|    | Italia (bandiera) | A     | Renato Campanini    |
|    | Italia (bandiera) | D     | Giancarlo Carloni   |
|    | Italia (bandiera) | D     | Giuliano Castoldi   |
|    | Italia (bandiera) | C     | Luciano Cherubini   |
|    | Italia (bandiera) | D     | Giovanni Costantini |
|    | Italia (bandiera) | C     | Vincenzo Dionisi    |
|    | Italia (bandiera) | A     | Valerio Franchini   |
|    | Italia (bandiera) | D     | Gianni Girotto      |
|    | Italia (bandiera) | C     | Steno Gola          |
|    | Italia (bandiera) |       | Imperi              |

| N. |                   | Ruolo | Calciatore          |
| -- | ----------------- | ----- | ------------------- |
|    | Italia (bandiera) | P     | Gianfranco Massari  |
|    | Italia (bandiera) | C     | Giancarlo Natalini  |
|    | Italia (bandiera) | A     | Roberto Oltramari   |
|    | Italia (bandiera) | D     | Abramo Pagani       |
|    | Italia (bandiera) |       | Piunti              |
|    | Italia (bandiera) | A     | Luigi Quaresima     |
|    | Italia (bandiera) | C     | Silvio Scapecchi    |
|    | Italia (bandiera) | D     | Raffaele Schicchi   |
|    | Italia (bandiera) | P     | Ernesto Schlocchini |
|    | Italia (bandiera) |       | Tarantini           |
|    | Italia (bandiera) | C     | Mario Vivani        |